# بیلی مارچ
بیلی مارچ (انگلیسی: Billy March; ۲۸ فوریهٔ ۱۹۲۵ – ۱۹۷۴ (۴۸−۴۹ سال)) بازیکن فوتبال اهل بریتانیا بود.
از باشگاه‌هایی که در آن بازی کرده‌است می‌توان به باشگاه فوتبال بارنزلی و باشگاه فوتبال گیتزهد اشاره کرد.